# Gravfältet i Kyrkparken, Årsta

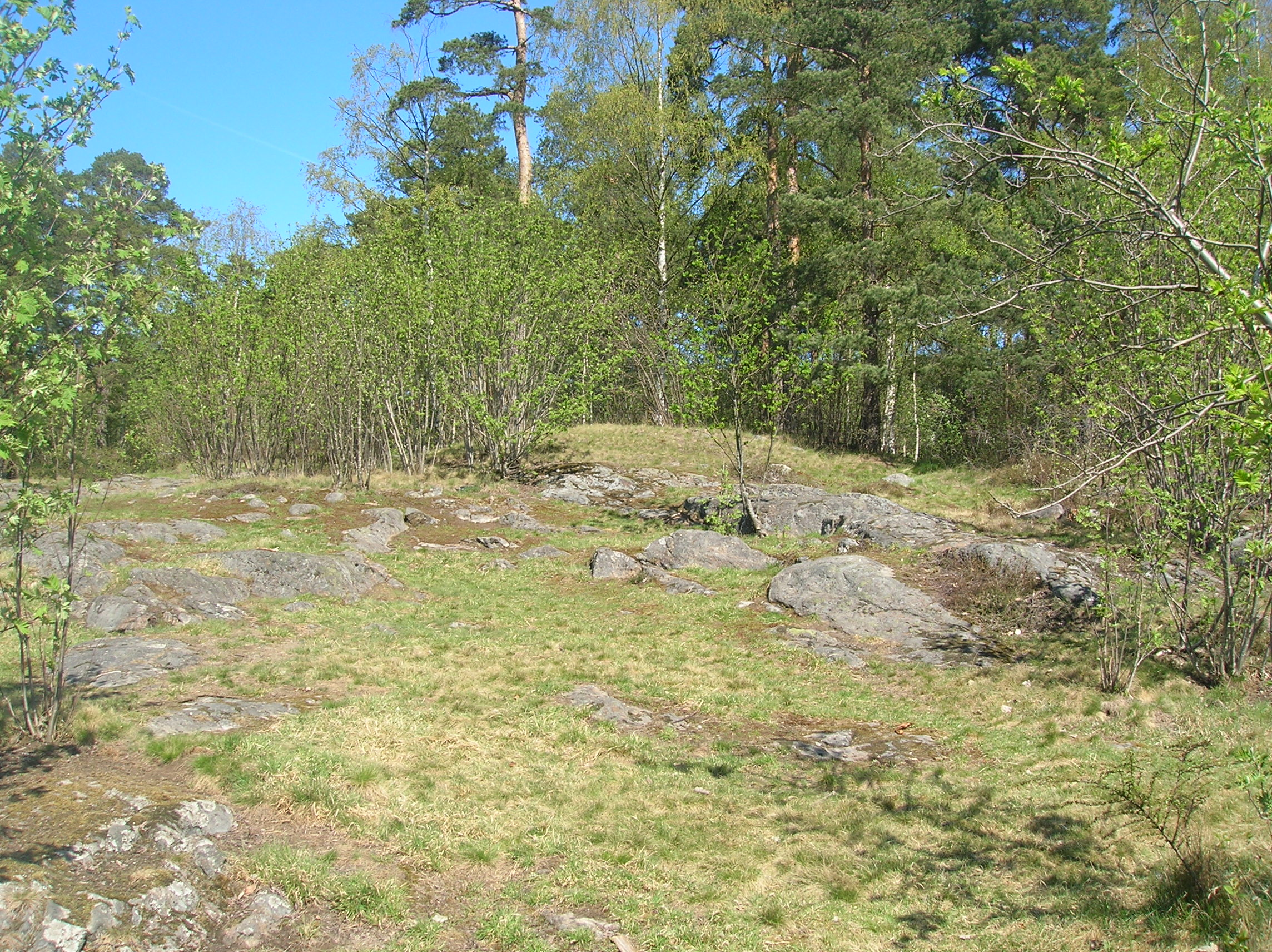
Gravfältet i maj 2009.

Gravfältet i Kyrkparken i Årsta är ett gravfält från yngre järnåldern strax söder om Årsta kyrka i Årsta, Stockholm, på båda sidor om gångvägen mellan Årsta centrum och Valla torg.  Det har RAÄ-nummer Brännkyrka 77:1 och består av tio gravhögar och 35 stensättningar, varav två är skeppsformiga (en av dem är osäker). Gravfältet är bevuxet med barr- och lövträd och är tämligen slitet av mänsklig påverkan. Högarna är 5–11 meter i diameter och 0,4–1,2 meter höga. Stensättningarna är mestadels övertorvade med enstaka stenar synliga.

### Fotnoter
1. ↑  Ferenius & Gustafsson 1999, s. 86
2. ↑  77:1 i Fornminnesregistret